# Мишел Ней
Мишел Ней (на френски: Michel Ney, 10 януари 1769 – 7 декември 1815), наричан Le Rougeaud („Червендалестия“) и le Brave des Braves („най-смелият от смелите“) е маршал на френската армия, който се бие във Френската революция и в Наполеоновите войни. Той е единственият маршал, екзекутиран през 1815 г. от крал Луи XVIII.
Роден в Саарлуи в провинцията Саар в семейството на бъчваря Петер Ней и съпругата му Маргарет (Margarete), по баща Графен (Graffin), той се присъединява към 5-и хусарски полк през декември 1787.
Импулсивен и смел войник, Ней става въплъщение на войнишкия добродетел „да водиш от фронта“. Когато бил на кон става неустрашим, а и е бил отличен фехтовач. Началниците му нямало как да не забележат неговия талант. Повишенията не закъсняват: назначен е за лейтенант след битката при Валми (20 септември 1792) и е произведен в чин на следващия месец. Той служи под началството на Дюмурие в Северната армия и участва в битката при Жемап (6 ноември 1792). Ней е адютант на генерал Колан (октомври 1792 – юли 1793) и е повишен в капитан на 12 април 1794 г. През юни 1794 г. той се прехвърля в Самбър е Мьоз (Sambre-et-Meuse) и е ранен в рамото при обсадата на Майнц (есента на 1795). Заради своите способности и храброст на бойното поле, Директорията настоява, против желанието на Ней, той да приеме чин бригаден генерал на 15 август 1796 г. Той се бие и печели в битката при Кирхберг на 19 април 1797, но е пленен от австрийците при Гисен на следващия ден. След две седмици е пуснат на свобода след като е разменен с австрийския генерал Хок.
Ней е направен дивизионен генерал през март 1799 г., като той отново се опитва да откаже този чин. Прехвърлен е в армията на Андре Масена на Дунава и Швейцария (4 май 1799), за да ръководи леката кавалерия и да се бие при Винтертур на 27 май. Този път той е ранен на три места: в бедрото от мускет, в ходилото от байонет и в ръката от пистолет. Поради тези наранявания е принуден да се откаже от началството и да се прехвърли на Рейн, където се бие под командването на Жан Виктор Мари Моро и се отличава в битката при Хоенлинден (3 декември 1800). На 1 януари 1802 г. той приема благоразположението на Наполеон като поема службата на инспектор на цялата френска кавалерия. Подтикнат от Наполеон и съпругата му Жозефин, той се жени за Агле Оги (Aglae Augie) (приятелката на дъщерята на Жозефин, Хортензия) в Гринян (Grignan) на 5 август.
По това време той е предан бонапартист. През следващия месец поема длъжността на военачалник и дипломат в Швейцария, където се опитва да потуши опитите за бунт, но се връща във Франция за да ръководи военните части в Кампан (Campagne) и Монтрьой (Montreuil) при подготовката им за нахлуване в Англия. Той става член на маршалата чрез консулски указ от 19 май 1804 г. Поема командването на 6-и корпус и показва уменията си в Улм, където пресича отстъплението на австрийската армия на генерал Карл Мак фон Лайберих в Елхинген, като лично води атаката през моста, след която градът е превзет (средата на октомври 1805). След това завладява Тирол, превземайки Инсбрук през ноември 1805 г. Преди битката при Йена през 1806 г.почти му е отрязан пътя за отстъпление и Наполеон е принуден да дойде да го спаси и да се включи в боя, преди да е готов. При последвалото преследване на победената пруска армия, Ней окупира Ерфурт и принуждава крепостта Магдебург да се предаде. На 8 февруари 1807 г. пристигането на 6-и корпус в Ейлау укрепва духа на отпадналите французи, въпреки че не взема дейно участие в битката.
От март до май той удържа позициите при Гутщад (днешно Добре Място в Полша) срещу австрийците, които са пет пъти повече от 6-и корпус.
Ръководи армията на Рейн за кратко през 1799 г. Неговата подкрепа е решаваща за победата на Наполеон при Фридланд. Може би най-големият подвиг на Ней е защитата в тила след отстъпването от Москва през 1812 г.
Той е един от първите маршали, които Наполеон произвежда, когато идва на власт. Произведен в Херцог Елшинген на 6 юни 1808 г. и в Принц де ла Москова на 25 март 1813 г.
Ней е един от военачалниците, подтикнали Наполеон към абдикация през април 1814 г.
Когато Париж е завзет от съюзниците, а Бурбоните се качват отново на трона, Ней е поощрен и похвален. При завръщането на Наполеон в началото на Стоте дни е изпратен да арестува настъпващия Наполеон, но е убеден да се присъедини към него. Участва в злополучната за Наполеон битка при Ватерло. Ней е разстрелян в Париж, близо до Люксембургските градини, като отказва превръзка на очите и му е дадено правото сам да даде заповедта за огън.